# 布莉的重生—暮光之城：蝕外傳
《布莉的重生─暮光之城：蝕外傳》（英語：The Short Second Life of Bree Tanner，又稱作《暮光之城：蝕外傳》）是由史蒂芬妮·梅爾撰寫的暮光之城系列第三集「蝕」的外傳，主角是一個叫做「布莉（Bree）」的新生吸血鬼。

## 劇情簡介
布莉是唯一在《暮光之城：蝕》裡面有提到名字的新生吸血鬼，是唯一和庫倫一家，有接觸的新生，也是唯一在平原上遇見佛杜里的。所以她是唯一可以敘述整個過程的敘事人，她成為描述新生故事經過的最佳人選。